# جون ونايت
جون ونايت (بالإنجليزية: John Knight)‏ هو دبلوماسي وموظف مدني وسياسي أسترالي، ولد في 20 نوفمبر 1943 في آرمدال في أستراليا، وتوفي في 4 مارس 1981 في أستراليا. حزبياً، نشط في الحزب الليبرالي الأسترالي. وقد انتخب عضو مجلس الشيوخ الأسترالي ‏ عن دائرة مقاطعة العاصمة الأسترالية ‏ (13 ديسمبر 1975 – 4 مارس 1981).